# Lang leve de liefde
Lang leve de liefde is een Nederlands televisieprogramma dat oorspronkelijk van januari 2020 tot en met april 2025 werd uitgezonden door SBS6. Vanaf eind april 2025 wordt het uitgezonden door Net5. Het wordt in alle maanden behalve juli en augustus uitgezonden. Het televisieprogramma haalde meerdere malen de landelijke media door bijzondere taferelen die in het huis gebeurden zoals erge ruzies en ongemakkelijke situaties.

## Format
In het programma gaan twee onbekende kandidaten met elkaar samen in een huis overnachten om te daten met elkaar. Het huis is verdeeld in twee delen waardoor er elke aflevering twee koppels gevolgd worden, deze koppels gaan los van elkaar te werk en zien elkaar dan ook niet.
De kandidaten zorgen zelf voor het vermaak in het huis, zo moeten ze zelf eten maken en elkaar vermaken in het huis door gesprekken te voeren en samen activiteiten in het huis te ondernemen zoals elkaar masseren, een potje kaarten of op een spelcomputer spelen. Als de eerste 24 uur in het huis erop zitten moeten de kandidaten aan elkaar laten weten of ze hun tijd in het huis samen willen verlengen of dat ze het huis willen gaan verlaten om zonder elkaar verder te gaan. Het verblijf in het huis kan uiteindelijk verlengd worden tot vijf dagen, echter moeten ze elke dag samen beslissen of ze het willen verlengen. Als een koppel de vijf dagen samen vol maakt, gaan ze samen een weekend weg om hun liefde verder te ontdekken.
Als een koppel het huis verlaat omdat ze elkaar niet leuk vinden of omdat hun termijn van vijf dagen is afgelopen komen er twee nieuwe kandidaten het huis in om hun liefde te ontdekken.
Op een onbekend moment werd het verblijf in het huis ingekort tot maximaal vier dagen.
Sinds april 2023 kan een koppel, als ze samen willen verlengen, na een verblijf van 24 uur slechts een dag extra verlengen in plaats van tot vier dagen.

## Achtergrond
Het televisieprogramma wordt opgenomen in de oude villa van het televisieprogramma De Gouden Kooi, in de villa werd voorheen ook het RTL 4-programma Koffietijd opgenomen. In het programma zijn ook enkele bekende Nederlanders te zien geweest die op zoek gingen naar de liefde zoals stylist en zanger Roy Donders, presentator Sander Janson en videostreamer Rick Broers.
In het voorjaar van 2021 kwam naast de reguliere afleveringen ook nog een serie met extra lange aflevering in de late avond. Deze werden uitgezonden onder de naam Lang leve de liefde XL en startte op 15 februari 2021, deze afleveringen duurden twee keer zolang als de oorspronkelijke afleveringen. Na drie XL-afleveringen werden deze geschrapt omdat deze lagere kijkcijfers behaalden dan de reguliere afleveringen.
Sinds 14 februari 2021 wordt dit format ook in België uitgezonden onder de titel Blijven slapen. Het wordt daar van maandag t/m donderdag uitgezonden op VTM 2. Ze gebruiken daar echter twee verschillende huizen die op een terrein van 2.500 m² staan.
De reguliere afleveringen hadden oorspronkelijk een looptijd van 30 minuten (inclusief reclames). Tussen april en juni 2023 werden de afleveringen tijdelijk verlengd tot 45 minuten (inclusief reclames) door het wegvallen van televisieprogramma HLF8, hierna keerde het programma terug naar zijn oorspronkelijke looptijd. Vanaf oktober 2023 werden de afleveringen echter weer verlengd met een looptijd van ongeveer 45 minuten (inclusief reclames) vanwege het programma De Bondgenoten. Sinds september 2024 gingen de afleveringen weer terug naar de oorspronkelijke looptijd.
Op 23 september 2024 werd de 1000ste reguliere aflevering uitgezonden. Sinds december 2024 is het programma twee weken vooruit te kijken via streamingdienst Videoland. Op 28 april 2025 verplaatste het programma van televisiezender SBS6 naar Net5. Door Lang leve de liefde op deze zender uit te zenden hoopt Talpa meer kijkers naar de zender te kunnen trekken. De speelduur per aflevering wordt uitgebreid naar 60 minuten (inclusief twee reclameblokken).